# Partido Acción Radical
El Partido Acción Radical (PAR) fue un efímero y pequeño partido político panameño de centroderecha.
Fue fundado antes de las elecciones generales de 1964 por Norberto Navarro, exministro disidente del Partido Revolucionario Auténtico y antiguo líder del efímero partido Partido Revolucionario Independiente. Navarro había sido ministro de Obras Públicas bajo tres presidentes. Fue candidato vicepresidencial en 1952 con Roberto Chiari como candidato a la presidencia. Pero el militar Jose Remon fue nombrado presidente a través de fraude y abuso personal. El partido PRI fue desintegrado en 1953 y Navarro tuvo que huir del país luego de que José Antonio Remón Cantera exigiera que todos los partidos políticos debían tener cuarenta y cinco mil adherentes.
En 1964 el PAR postuló a Navarro como candidato presidencial propio en las elecciones, pero solo obtuvo 3708 votos (1,14 % del total) y un diputado a la Asamblea Nacional. Fue abolido por el Tribunal Electoral después de las elecciones.